# The Cranberries
The Cranberries was een Ierse rockband die populair werd in de jaren '90. De band trad op met onder andere The Rolling Stones en AC/DC, en in 1995 bezorgde het album No need to argue hen de internationale doorbraak.

## Geschiedenis
Noel en Mike Hogan, twee broers uit het Ierse Limerick, begonnen in 1990 een band met drummer Fergal Lawler. Oorspronkelijk heette de band The Cranberry Saw Us, een woordspeling op cranberry sauce. Dolores O'Riordan deed met succes auditie voor de rol van leadzangeres en schreef de tekst voor het nummer Linger. Haar stem, variërend van scherp tot krachtig en van hoog tot laag, is het essentiële kenmerk van het geluid van de band.
Hun zelfgeproduceerde demo deed het lokaal goed en de band nam al snel een demo op die veel populariteit en interesse van de critici kreeg. Na een flinke ruzie over muziekcontractanten tekenden The Cranberries bij Island Records. Na een weinig succesvolle eerste single brak de band met zijn manager. Hun tweede single, Linger, en hun debuutalbum Everybody else is doing it, so why can't we? werd een succes in de Verenigde Staten en later ook in het Verenigd Koninkrijk. De volgende single, Dreams, werd eveneens een hit en werd nummer 42 in de Amerikaanse hitlijsten.
In 1994 trouwde Dolores O'Riordan met Don Burton, de tourmanager van de band. Terwijl No need to argue, hun tweede album, werd geproduceerd, begon O'Riordans status als frontvrouw van de band spanningen te veroorzaken binnen de groep. Op dit album staat ook de hitsingle Zombie, een protest tegen het geweld tussen de katholieken en protestanten in Noord-Ierland in de jaren 90. Het album maakte de band immens populair in heel Europa en de VS.
Terwijl er al geruchten waren over O'Riordans dreigende vertrek uit de band, werd het album To the faithful departed uitgebracht. Het album verkocht goed, ondanks een aantal negatieve recensies, maar niet zo goed als het vorige album. In de daaropvolgende jaren waren er voortdurend geruchten over het mogelijke uiteenvallen van de band en werd een grote tour afgelast.
In 1999 verscheen het album Bury the hatchet, waarvan de eerste single Promises een bescheiden hit werd. In 2001 bracht de band het album Wake up and smell the coffee uit, dat vooral succes kende in Frankrijk, Canada en Zwitserland.
In 2002 werd het verzamelalbum Stars uitgebracht, samen met een dvd met vernieuwende muziekvideo's, die zelfs in de prijzen zijn gevallen: in Mexico kregen ze bijvoorbeeld de gouden status van AMPROFON toegekend.
In 2004 maakten de bandleden bekend dat ze een pauze zouden inlassen om aandacht te besteden aan hun individuele carrières. Eerder dat jaar had Dolores O'Riordan Ave Maria gezongen, de titelsong van de film The Passion of the Christ. Haar soloalbum Are You Listening? kwam uit op 7 mei 2007. Noel Hogans nieuwe project werd de Mono Band.
The Cranberries besloten het volgende album uit te stellen. Na meer dan twaalf jaar van onophoudelijk toeren en promoties, de verkoop van meer dan 38 miljoen albums en concerten voor honderdduizenden fans van over de hele wereld vond de band dat het tijd was voor een pauze.
In augustus 2009 bracht Dolores O'Riordian haar tweede soloalbum No Baggage uit. Zij en de andere originele bandleden maakten ook bekend dat ze voor het eerst in zeven jaar weer bij elkaar zouden komen voor een live tour, die eind 2009 in Noord-Amerika begon en begin 2010 naar Europa kwam. Op 23 maart 2010 stonden The Cranberries in de Heineken Music Hall in Amsterdam.
Op 27 februari 2012 verscheen, voor het eerst in ruim elf jaar, een nieuw studioalbum: Roses.
Op 15 januari 2018 overleed zangeres Dolores plotseling op 46-jarige leeftijd. Enkele maanden later besloten de overgebleven bandleden van de groep ermee te stoppen, na het afwerken van een laatste album, In the end, dat verscheen in april 2019.

## Bezetting
- Dolores Mary Eileen O'Riordan (Burton) (zang, keyboard, achtergrondgitaar)
- Michael (Mike) Hogan (basgitaar)
- Noel Anthony Hogan (gitaar)
- Fergal Patrick Lawler (drums, percussie)

## Discografie

### Albums
| Album met eventuele hitnotering(en) in de Nederlandse Album Top 100       | Datum van verschijnen | Datum van binnenkomst | Hoogste positie | Aantal weken | Opmerkingen   |
| ------------------------------------------------------------------------- | --------------------- | --------------------- | --------------- | ------------ | ------------- |
| Everybody else is doing it, so why can't we?                              | 01-03-1993            | -                     |                 |              |               |
| No need to argue                                                          | 03-10-1994            | 12-11-1994            | 2               | 58           |               |
| Zombie live                                                               | 1994                  | -                     |                 |              | ep            |
| Loud and clear                                                            | 1999                  | -                     |                 |              | ep            |
| To the faithful departed                                                  | 26-04-1996            | 11-05-1996            | 8               | 24           |               |
| Bury the hatchet                                                          | 19-04-1999            | 01-05-1999            | 8               | 28           |               |
| Wake up and smell the coffee                                              | 22-10-2001            | 27-10-2001            | 24              | 4            |               |
| Treasure box – The complete sessions 1991–1999                            | 02-04-2002            | -                     |                 |              | Verzamelalbum |
| Stars - The best of 1992-2002                                             | 16-09-2002            | 28-09-2002            | 31              | 13           | Verzamelalbum |
| The best of: The Cranberries: 20th century masters: millennium collection | 27-09-2005            | -                     |                 |              | Verzamelalbum |
| Gold                                                                      | 18-03-2008            | -                     |                 |              | Verzamelalbum |
| Bualadh Bos – The Cranberries live                                        | 05-01-2010            | -                     |                 |              | Livealbum     |
| Icon: The Cranberries                                                     | 31-08-2010            | -                     |                 |              | Verzamelalbum |
| Roses                                                                     | 24-02-2012            | 25-02-2012            | 38              | 5            |               |
| Something else                                                            | 28-04-2017            | -                     |                 |              | [ 7 ]         |
| In the end                                                                | 26-04-2019            | 04-05-2019            | 45              | 1*           |               |

| Album met hitnotering(en) in de Vlaamse Ultratop 200 albums | Datum van verschijnen | Datum van binnenkomst | Hoogste positie | Aantal weken | Opmerkingen   |
| ----------------------------------------------------------- | --------------------- | --------------------- | --------------- | ------------ | ------------- |
| No need to argue                                            | 1994                  | 01-04-1995            | 2               | 32           |               |
| To the faithful departed                                    | 1996                  | 11-05-1996            | 4               | 22           |               |
| Bury the hatchet                                            | 1999                  | 01-05-1999            | 11              | 11           |               |
| Wake up and smell the coffee                                | 2001                  | 03-11-2001            | 49              | 1            |               |
| Stars - The best of 1992-2002                               | 2002                  | 28-09-2002            | 11              | 9            | Verzamelalbum |
| Roses                                                       | 2012                  | 03-03-2012            | 39              | 5            |               |
| Something else                                              | 2017                  | 06-05-2017            | 98              | 3            |               |
| In the end                                                  | 2019                  | 04-05-2019            | 38              | 1*           |               |

### Singles
| Single met eventuele hitnotering(en) in de Nederlandse Top 40 | Datum van verschijnen | Datum van binnenkomst | Hoogste positie | Aantal weken | Opmerkingen                               |
| ------------------------------------------------------------- | --------------------- | --------------------- | --------------- | ------------ | ----------------------------------------- |
| Uncertain                                                     | 28-10-1991            | -                     |                 |              | ep                                        |
| Dreams                                                        | 29-09-1992            | -                     |                 |              |                                           |
| Linger                                                        | 02-1993               | -                     |                 |              |                                           |
| Linger                                                        | 01-1994               | -                     |                 |              | heruitgave                                |
| Dreams                                                        | 04-1994               | -                     |                 |              | heruitgave                                |
| Zombie                                                        | 01-09-1994            | 19-11-1994            | 2               | 16           | Nr. 3 in de Single Top 100                |
| Ode to My Family                                              | 21-11-1994            | 11-02-1995            | 19              | 6            | Nr. 22 in de Single Top 100 / Alarmschijf |
| I Can't Be with You                                           | 14-02-1995            | 08-04-1995            | tip 18          | -            |                                           |
| Ridiculous Thoughts                                           | 31-07-1995            | 25-11-1995            | tip 12          | -            |                                           |
| Free to Decide                                                | 01-03-1996            | -                     |                 |              |                                           |
| Salvation                                                     | 06-04-1996            | 11-05-1996            | 39              | 3            | Nr. 36 in de Single Top 100               |
| When You're Gone                                              | 11-1996               | -                     |                 |              |                                           |
| Hollywood                                                     | 01-05-1997            | -                     |                 |              |                                           |
| Promises                                                      | 22-03-1999            | 10-04-1999            | tip 2           | -            | Nr. 42 in de Single Top 100               |
| Animal instinct                                               | 05-07-1999            | 17-07-1999            | tip 12          | -            | Nr. 79 in de Single Top 100               |
| Just my imagination                                           | 20-09-1999            | -                     |                 |              |                                           |
| You and me                                                    | 03-2000               | -                     |                 |              |                                           |
| Analyze                                                       | 08-10-2001            | -                     |                 |              | Nr. 76 in de Single Top 100               |
| Time is ticking out                                           | 02-2002               | -                     |                 |              |                                           |
| This is the day                                               | 16-07-2002            | -                     |                 |              |                                           |
| Stars                                                         | 07-10-2002            | -                     |                 |              |                                           |
| Tomorrow                                                      | 05-12-2011            | -                     |                 |              |                                           |

| Single met hitnotering(en) in de Vlaamse Ultratop 50 | Datum van verschijnen | Datum van binnenkomst | Hoogste positie | Aantal weken | Opmerkingen                 |
| ---------------------------------------------------- | --------------------- | --------------------- | --------------- | ------------ | --------------------------- |
| Zombie                                               | 1994                  | 12-11-1994            | 1(5wk)          | 26           | Nr. 1 in de Radio 2 Top 30  |
| Ode to my family                                     | 1994                  | 14-01-1995            | 18              | 11           | Nr. 12 in de Radio 2 Top 30 |
| Salvation                                            | 1996                  | 27-04-1996            | 32              | 7            |                             |
| When You're Gone                                     | 1996                  | 02-11-1996            | tip6            | -            |                             |
| Promises                                             | 1999                  | 03-04-1999            | tip6            | -            |                             |
| Just my imagination                                  | 1999                  | 30-10-1999            | tip 10          | -            |                             |
| All over now                                         | 2019                  | 19-01-2019            | tip             | -            |                             |

### NPO Radio 2 Top 2000
| Nummers met noteringen in de NPO Radio 2 Top 2000 | '06  | '07 | '08 | '09  | '10  | '11  | '12  | '13  | '14  | '15  | '16  | '17  | '18  | '19  | '20  | '21  | '22  | '23  | '24  |
| ------------------------------------------------- | ---- | --- | --- | ---- | ---- | ---- | ---- | ---- | ---- | ---- | ---- | ---- | ---- | ---- | ---- | ---- | ---- | ---- | ---- |
| Dreams                                            | -    | -   | -   | -    | -    | -    | -    | -    | -    | -    | -    | -    | -    | -    | -    | -    | 1751 | 1658 | 1155 |
| Linger                                            | -    | 901 | -   | 1239 | 1051 | 927  | 1030 | 946  | 850  | 961  | 973  | 862  | 494  | 488  | 502  | 488  | 480  | 388  | 219  |
| Ode to My Family                                  | -    | -   | -   | 1604 | -    | 1450 | 1318 | 1374 | 1497 | 1543 | 1688 | 1635 | 1150 | 1308 | 1220 | 1213 | 1206 | 1113 | 1112 |
| Zombie                                            | 1040 | 245 | 944 | 308  | 285  | 223  | 241  | 246  | 264  | 248  | 222  | 202  | 129  | 123  | 122  | 125  | 121  | 80   | 84   |

1. ↑  Een '-' betekent dat het nummer niet was genoteerd en een vetgedrukt getal geeft de hoogste notering van een nummer aan.
2. ↑  2006 was het eerste jaar met een notering voor The Cranberries.

### Dvd's en video's
- Children Of Bosnia
- Live - Live In Astoria (VHS) (1994)
- Beneath The Skin - Live In Paris (dvd) (2001)
- Stars - The Best of 1992 - 2002 (dvd) (2002)
- Live - Live In Astoria (dvd) (2005)

### Dvd's
| Muziek-dvd met eventuele hitnotering(en) in de Nederlandse Muziek Dvd Top 30 | Datum van verschijnen | Datum van binnenkomst | Hoogste positie | Aantal weken | Opmerkingen |
| ---------------------------------------------------------------------------- | --------------------- | --------------------- | --------------- | ------------ | ----------- |
| Beneath the skin - Live in Paris                                             | 2001                  | 27-01-2001            | 2               | 4            |             |